# Itappy
itappy（イタッピー）とは、伊丹市交通局（伊丹市営バス）が発行する非接触型ICカード方式による乗車カードの名称である。

## 概要
従来、伊丹市交通局では伊丹市バスカード、一日乗車カード、スルッとKANSAIカード、Jスルーカード（2007年10月31日取り扱い終了）などで路線バスに乗車ができるように便宜を図ってきたが、2008年（平成20年）4月1日よりICカード化することとなった。
名前の由来は、伊丹 (itami) とhappy（幸福）を掛けあわせた造語である。市民からの公募で選ばれた。また、券面のデザインについても伊丹市内にある大阪芸術大学短期大学部の学生から募集し選ばれたものである。

## 歴史
- 2007年6月1日-29日 - 広報や伊丹市のサイトにて愛称公募。
- 2007年10月1日 - 広報にて愛称がitappyに決定と発表される。
- 2007年10月31日 - itappy導入による機器の取替え準備のためJスルーカードの取り扱いを終了。
- 2008年4月1日 - itappy導入。
- 2009年9月 - 家電エコポイントの交換商品として採択される[2]。
- 2014年4月1日 - 消費税率引き上げに伴う運賃値上げに合わせて、itappyの割引率が引き上げられる[3]。
- 2020年3月23日 - itappyに定期券機能追加。同時に交通系ICカード全国相互利用サービスに対応開始。itappyの割引率が引き下げられる[4]。

## 利用方法
JR西日本のICOCA、スルッとKANSAI協議会のPiTaPaなど他社のICカード乗車券のように乗車の際にitappyをICカード読み取り機に軽くタッチするだけで事前チャージ（入金）から自動的に乗車料金が精算される。正常にICカードを接触し認証された場合「ピッ」と音が鳴る。伊丹市交通局は均一運賃の前払いであるため、降車時のタッチは不要である。
またおとな用と子ども用があるが精算額が子ども運賃となる以外のチャージ額や利用方法などは変わらない。

## 購入・チャージ方法
伊丹市交通局（広畑営業所）と阪急伊丹駅前総合案内所の各窓口および、阪急伊丹駅前・JR伊丹駅・塚口いかりスーパーマーケット3階の自動発売機で販売される。
ICカード購入額額に対して一定のプレミア額が付与される。
- 2,000円のカード購入で200円（合計2,200円利用可）
- 4,000円のカード購入で400円（合計4,400円利用可）
- 6,000円のカード購入で600円（合計6,600円利用可）

新規販売の際にはデポジット（預かり金）として500円がさらに必要となる。デポジットは運賃としての利用はできないが、itappyを返却する際にはカード残額からプレミア額と手数料（200円）を差し引いた額にデポジットを加算した額が返金される。カード残額からプレミア金額を差し引いた額が200円に満たない場合は、デポジットのみの返却となる。
チャージは窓口・自動発売機・バス車内でできるが、バス車内では1,000円紙幣2枚の2,000円のみの取り扱いとなる。

## 他社線片利用

相互利用関係（クリックで拡大）

itappyを他社で利用することはできないが、itappyエリアではICOCA、PiTaPaを含む全国10種類の交通系ICカードの相互利用対応カードが利用できる（片利用）。
またPiTaPa利用の際、以下のように独自の割引がある（itappy・ICOCA利用の際にはこれらのサービスはない）。
- PiTaPa　利用額割引
  - 毎月3,000円を超える利用額に対して、段階的に5％・10％・15％の割引を適用する。ただし割引率は、itappyのチャージに対するプレミアまたはPiTaPa1か月乗り放題のいずれかの方が高くなる（毎月の利用額による）[8]
- PiTaPa　1か月乗り放題
  - 事前登録が必要で毎月の定額料を支払えば1か月市バスが乗り放題になるサービス。連続で毎月利用すると毎月の定額料が割り引かれる。一度も利用しなかった月には定額料は発生しないが、連続利用の月数はリセットされる。

itappyサービス開始当初itappyエリアで利用できたのはitappy及びICOCA、PiTaPaのみであった。Kitaca・Suica・PASMO・TOICA・manaca・SUGOCA・nimoca・はやかけんの各ICカードは、全国相互利用サービス開始から7年後の2020年3月23日より利用できるようになった。

## その他
乗り継ぎ割引
itappy、全国10種類の交通系ICカードで乗車し、1回目の乗車から90分以内に同じカードで2回目の乗車をした場合、2回目の運賃が半額(10円単位で四捨五入)となる。
店舗提携
提携を行なっている店舗や施設（伊丹市内の店舗・施設が中心）でitappyを提示すると割引が受けられるサービスが実施されている。